# Kaukasisk stjärnflocka
Kaukasisk stjärnflocka (Astrantia maxima) är en växtart i släktet stjärnflockor och familjen flockblommiga växter. Den beskrevs av Peter Simon Pallas.
Arten förekommer från nordöstra Turkiet till nordvästra Iran. Den har ej påträffats i Sverige.

## Underarter
Arten har två underarter:
- A. m. subsp. haradjianii (Grintz.) Rech.f.
- A. m. subsp. maxima